# Ordem de Nakhimov (Rússia)

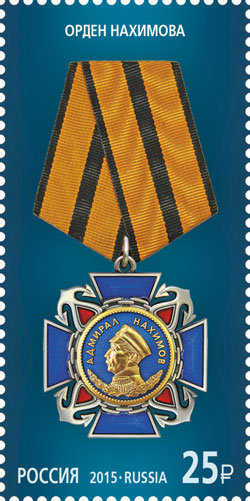
A Ordem de Nakhimov em um selo postal russo da série de 2015 "Prêmios Estatais da Federação Russa"

A Ordem de Nakhimov (em russo: Орден Нахимова) é uma condecoração estatal da Federação Russa estabelecida na URSS em 3 de março de 1944 e restabelecida em 28 de julho de 2012. A Ordem de Nakhimov é concedida a oficiais da Marinha da Rússia por realizações notáveis no comando e controle de tropas. Além disso, unidades militares, formações e navios das Forças Armadas da Rússia também podem ser agraciados.

## História

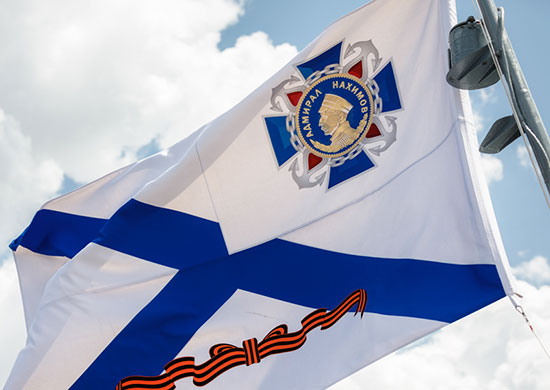
A bandeira naval da Ordem com a Ordem de Nakhimov foi hasteada no cruzador Moskva. Sebastopol, 22 de julho de 2016.

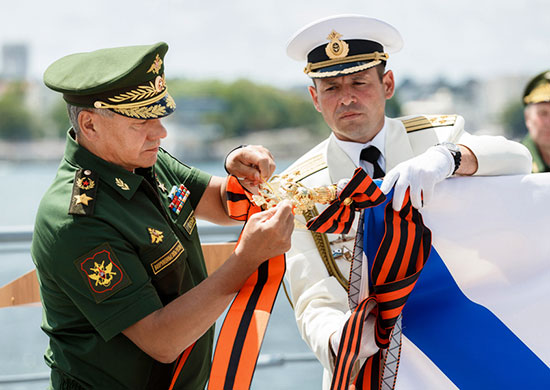
Premiação da Ordem de Nakhimov ao cruzador Moskva. Sebastopol, 22 de julho de 2016.

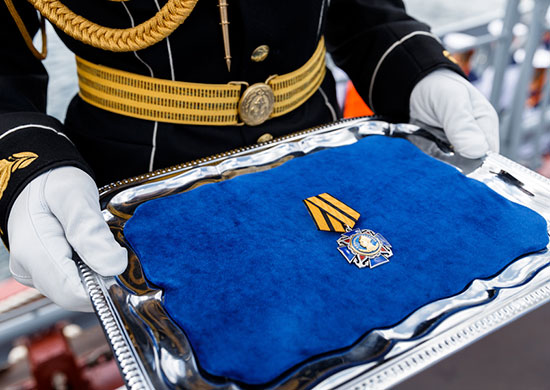
A insígnia da Ordem de Nakhimov concedida ao cruzador Moskva. Sebastopol, 22 de julho de 2016.

A Ordem de Nakhimov foi estabelecida na União Soviética em 1944. Após a dissolução da URSS, a ordem foi mantida no sistema de condecorações estatais da Federação Russa por meio da Resolução do Soviete Supremo da Federação Russa de 20 de março de 1992, nº 2557-I. No entanto, até 2010, não possuía estatuto nem descrição oficial como condecoração estatal da Rússia.
Por meio do Decreto Presidencial da Federação Russa de 7 de setembro de 2010, nº 1099, "Sobre medidas para aprimorar o sistema de condecorações estatais da Federação Russa", foi instituído o estatuto da ordem.
Em janeiro de 2013 e abril de 2015, foram feitas alterações no estatuto, permitindo que, além dos militares, a ordem também pudesse ser concedida a formações, unidades militares e navios das Forças Armadas da Federação Russa, bem como a outras forças e órgãos. 

## Estatuto

### Motivos para a atribuição
A ordem é concedida aos oficiais da Marinha pelos seguintes motivos:
- pelo sucesso no desenvolvimento, implementação e apoio de operações, ações de combate de grupos de forças (tropas) da Marinha de forma independente e como parte de grupos de forças (tropas), como resultado das quais ações ofensivas do inimigo foram repelidas com sucesso e perdas significativas foram infligidas a ele;
- por operações habilmente organizadas e conduzidas e ações de combate das forças (tropas) da Marinha em cooperação com grupos de tropas de outros ramos das Forças Armadas da Federação Russa, como resultado das quais a derrota de forças inimigas superiores foi alcançada;
- por operações anti-desembarque habilmente organizadas e conduzidas, que resultaram na derrota e interrupção do desembarque naval inimigo;
- pela implementação bem-sucedida de operações ativas de desembarque de tropas, para apoiar as operações das forças navais no mar, em resultado das quais os objetivos das ações realizadas foram alcançados;
- pela conclusão bem-sucedida de uma missão de combate, demonstrando bravura pessoal, o que levou à derrota das forças navais inimigas, à destruição de suas instalações costeiras e à interrupção das comunicações.

A ordem pode ser concedida a formações, unidades militares e navios das Forças Armadas da Federação Russa, de outras forças, formações militares e órgãos, em reconhecimento por feitos heroicos e distinção em combates pela defesa da Pátria, em operações de manutenção ou restauração da paz internacional e em operações antiterroristas. Também pode ser concedida pela participação na garantia do sucesso de operações navais, por coragem e dedicação demonstradas no cumprimento de missões de treinamento e combate, por altos índices de preparação militar, bem como a instituições de ensino militar superior e seus departamentos autônomos (filiais) por realizações significativas na formação de profissionais qualificados.
A ordem também pode ser concedida a cidadãos estrangeiros — militares das forças aliadas de patente de oficial que tenham participado, em igualdade de condições com os militares russos, na organização e execução de operações conjuntas bem-sucedidas de forças de coalizão.
A concessão da ordem pode ser feita postumamente.

### Procedimento de uso
A insígnia da ordem é usada no lado esquerdo do peito e, se houver outras ordens da Federação Russa, deve ser posicionada após a insígnia da Ordem de Kutuzov.
Para ocasiões especiais e uso cotidiano com trajes civis, é permitido o uso de uma versão em miniatura da insígnia da Ordem de Nakhimov, que deve ser posicionada após a miniatura da insígnia da Ordem de Kutuzov.
Quando usada na farda, a fita da Ordem de Nakhimov deve ser colocada na barra de condecorações após a fita da Ordem de Kutuzov.
No traje civil, a fita da Ordem de Nakhimov é usada na forma de uma roseta, posicionada no lado esquerdo do peito.
Ao conceder a ordem a unidades militares, a insígnia e a fita da ordem são fixadas no lado frontal da Bandeira de Combate da unidade.

## Descrição

### Insígnia da Ordem
A insígnia da ordem é uma cruz reta de quatro pontas de prata, esmaltada em azul, com extremidades alargadas. As bordas da cruz possuem um contorno elevado e estreito.
A cruz é sobreposta a uma estrela de quatro raios, cujas pontas se estendem entre os braços da cruz e terminam em patas de âncoras que conectam suas extremidades.
Os raios da estrela são esmaltados em vermelho-rubi.
No centro da cruz há um medalhão de prata, cercado por uma corrente de âncora. O medalhão é esmaltado em azul e possui um contorno elevado e torcido. No campo do medalhão, há um retrato em perfil do almirante Pavel Nakhimov, voltado para a esquerda, apoiado em um ramo de louro e carvalho.
Ao redor do medalhão, na parte superior, há uma inscrição em relevo com letras retas: "ALMIRANTE NAKHIMOV" (em russo:"АДМИРАЛ НАХИМОВ";"ADMIRAL NAKHIMOV")
A distância entre as extremidades opostas da cruz é de 40 mm, e entre os raios opostos da estrela, 45 mm. No verso da insígnia, encontra-se o número de série da ordem.
A insígnia é presa por meio de uma argola e um anel a um suporte pentagonal coberto por uma fita de seda moiré.
A fita tem cor laranja e 24 mm de largura, com uma borda preta em cada extremidade e uma faixa preta central. A largura das bordas pretas é de 2 mm, e a da faixa central, 4 mm.
A fita anexada à Bandeira de Combate de uma unidade militar tem 100 mm de largura.

### Cópia em miniatura
A miniatura da insígnia da Ordem de Nakhimov é usada em um suporte. A distância entre as extremidades da cruz é de 15,4 mm. A altura do suporte, da ponta do ângulo inferior até o centro do lado superior, é de 19,2 mm. O comprimento do lado superior é de 10 mm, o de cada lado inclinado é de 16 mm, e o de cada lado formando o ângulo inferior é de 10 mm.

### Barreta e roseta
Quando usada na farda, a fita da ordem é apresentada em uma barra com 8 mm de altura e 24 mm de largura.
Na fita da Ordem de Nakhimov, em formato de roseta, é fixada uma miniatura da insígnia da ordem, feita de metal esmaltado. A distância entre as extremidades da cruz é de 13 mm. O diâmetro da roseta é de 15 mm.

## Ligações
- Decreto do Presidente da Federação Russa de 7 de setembro de 2010 nº 1099 "Sobre medidas para melhorar o sistema de prêmios estaduais da Federação Russa" Cópia arquivada no Wayback Machine